# 48è Festival Internacional de Cinema de Berlín
El 48è Festival Internacional de Cinema de Berlín va tenir lloc entre l'11 i el 22 de febrer de 1998. El festival va obrir amb la pel·lícula irlandesa The Boxer de Jim Sheridan. La pel·lícula de Francis Ford Coppola The Rainmaker fou seleccionada com a pel·lícula de clausura. L'Os d'Or fou atorgat a la pel·lícula francobrasilera Central do Brasil dirigida per Walter Salles. Al festival es va mostrar la retrospectiva dedicada als Siodmak Bros., titulada Siodmak Bros. Berlin – London – Paris – Hollywood.

## Jurat

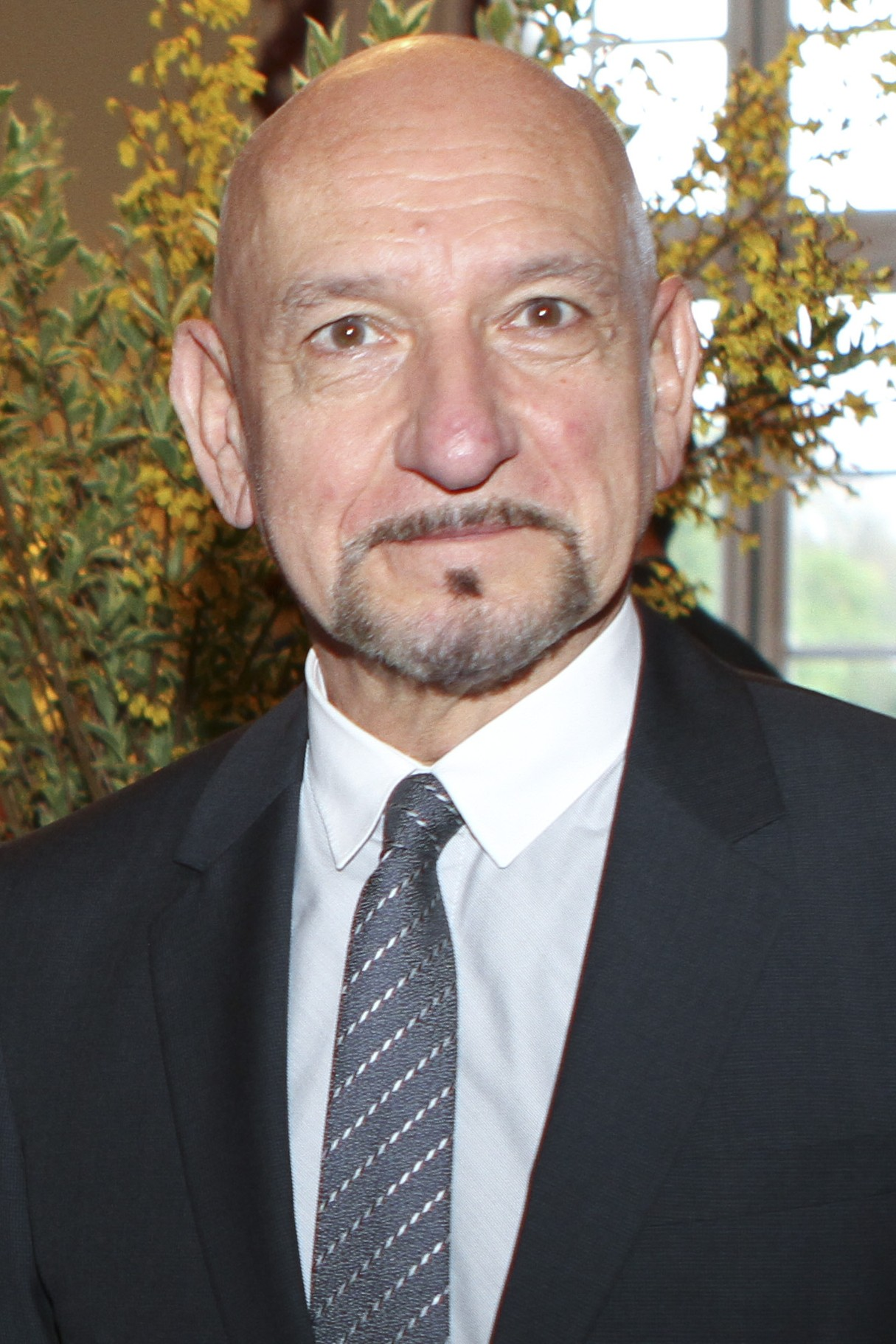
Ben Kingsley, president del jurat

Les següents persones foren nomenades com a membres del jurat:
- Ben Kingsley (president)
- Senta Berger
- Li Cheuk-to
- Leslie Cheung
- Héctor Olivera
- Helmut Dietl
- Brigitte Roüan
- Annette Insdorf
- Maya Turovskaya
- Maurizio Nichetti
- Michael Williams-Jones

## Pel·lícules en competició
Les següents pel·lícules van competir per l'Os d'Or i per l'Os de Plata:
| Títol original                 | Director(s)                         | País                                                |
| ------------------------------ | ----------------------------------- | --------------------------------------------------- |
| Barbara                        | Nils Malmros                        | Dinamarca, Illes Fèroe                              |
| The Big Lebowski               | Joel Coen                           | Estats Units, Regne Unit                            |
| The Boxer                      | Jim Sheridan                        | Estats Units, Irlanda                               |
| The Boys                       | Rowan Woods                         | Austràlia                                           |
| The Butcher Boy                | Neil Jordan                         | Estats Units, Irlanda                               |
| Central do Brasil              | Walter Salles                       | Brasil, França                                      |
| The Commissioner               | George Sluizer                      | Regne Unit, Estats Units, França, Alemanya, Bèlgica |
| Fang lang                      | Lin Cheng-sheng                     | Taiwan                                              |
| Girls' Night                   | Nick Hurran                         | Regne Unit                                          |
| Good Will Hunting              | Gus Van Sant                        | Estats Units                                        |
| I Want You                     | Michael Winterbottom                | Regne Unit                                          |
| Jackie Brown                   | Quentin Tarantino                   | Estats Units                                        |
| Jeanne et le Garçon formidable | Olivier Ducastel, Jacques Martineau | França                                              |
| Left Luggage                   | Jeroen Krabbé                       | Estats Units, Països Baixos, Bèlgica, Regne Unit    |
| Das Mambospiel                 | Michael Gwisdek                     | Alemanya                                            |
| La mirada del otro             | Vicente Aranda                      | Espanya                                             |
| On connaît la chanson          | Alain Resnais                       | França, Regne Unit, Suïssa                          |
| Sada                           | Nobuhiko Obayashi                   | Japó                                                |
| The Sound of One Hand Clapping | Richard Flanagan                    | Austràlia                                           |
| Strana glukhikh                | Valery Todorovsky                   | Rússia, França                                      |
| Il testimone dello sposo       | Pupi Avati                          | Itàlia                                              |
| Trop (peu) d'amour             | Jacques Doillon                     | França                                              |
| Wag the Dog                    | Barry Levinson                      | Estats Units                                        |
| Xiu Xiu: The Sent Down Girl    | Joan Chen                           | Hong Kong, Estats Units, Taiwan                     |
| Yue kuai le, yue duo luo       | Stanley Kwan                        | Hong Kong                                           |

## Premis

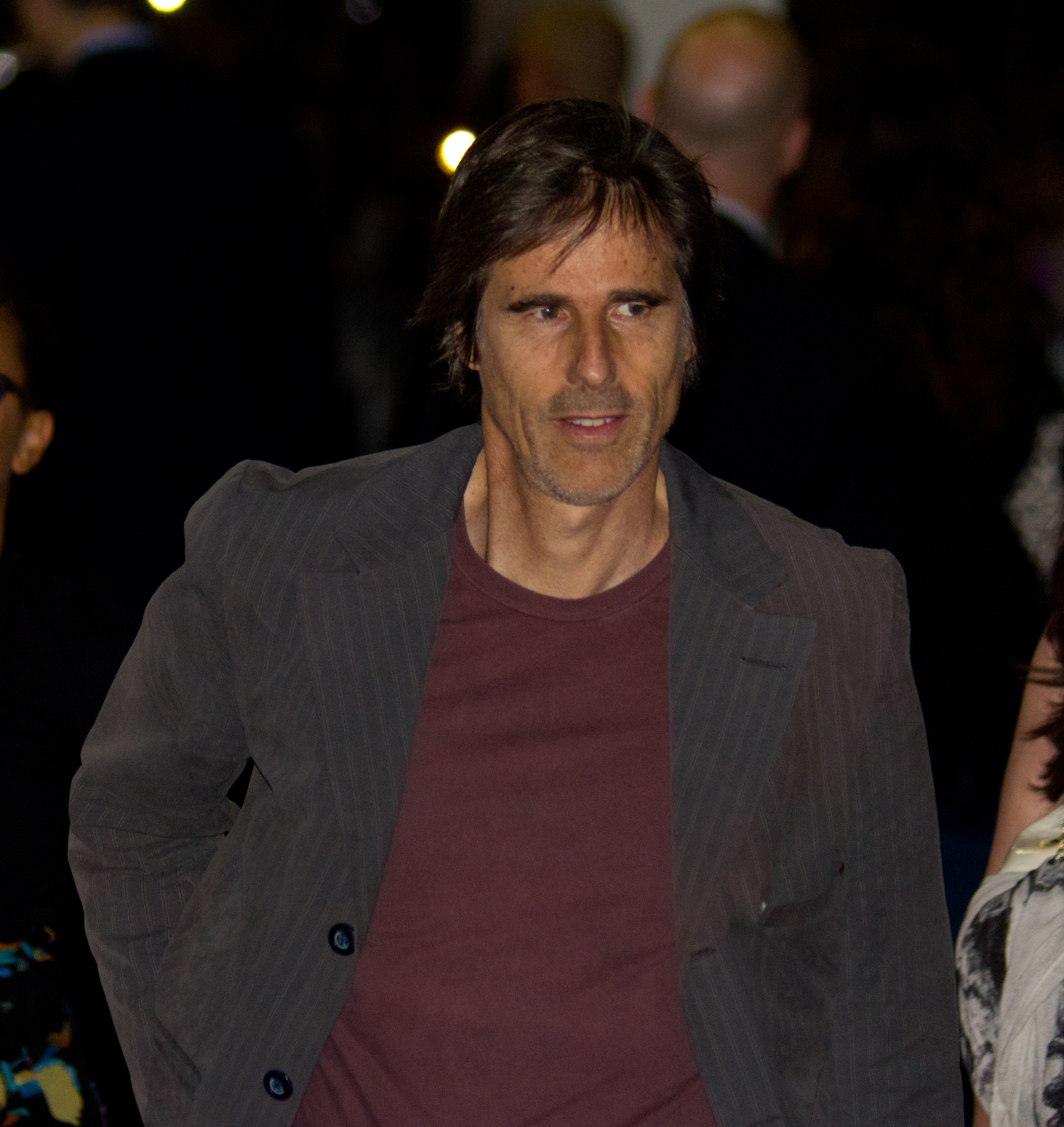
Walter Salles, guanyador de l'Os d'Or al festival

El jurat va atorgar els següents premis:
- Os d'Or: Central do Brasil de Walter Salles
- Os de Plata - Premi Especial del Jurat: Wag the Dog de Barry Levinson
- Os de Plata a la millor direcció: Neil Jordan per The Butcher Boy
- Os de Plata a la millor interpretació femenina: Fernanda Montenegro per Central do Brasil
- Os de Plata a la millor interpretació masculina: Samuel L. Jackson per Jackie Brown
- Os de Plata per un èxit únic excepcional: Matt Damon per Good Will Hunting
- Os de Plata per una contribució artística excepcional: Alain Resnais per On connaît la chanson
- Premi Alfred Bauer: Yue kuai le, yue duo luo
- Menció honorífica:
  - Sławomir Idziak per I Want You
  - Isabella Rossellini per Left Luggage
  - Eamonn Owens per The Butcher Boy
- Premi Blaue Engel: Left Luggage de Jeroen Krabbé
- Os d'Or Honorari: Catherine Deneuve
- Berlinale Camera:
  - Carmelo Romero
  - Curt Siodmak
- Premis FIPRESCI
  - Sada de Nobuhiko Obayashi